# F3 francese
Il campionato francese di Formula 3 si è disputato dal 1964 al 1973, e dal 1978 al 2002, nel 2003 unendosi con il campionato tedesco ha dato vita al campionato F3 Euro Series.

## Albo d'oro
| Anno | Pilota                | Team                                                     |
| ---- | --------------------- | -------------------------------------------------------- |
| 1964 | Henry Grandsire       | Alpine-Renault                                           |
| 1965 | Jean-Pierre Beltoise  | Matra Sports-Ford                                        |
| 1966 | Johnny Servoz-Gavin   | Matra Sports-Ford                                        |
| 1967 | Henri Pescarolo       | Matra Sports-Ford                                        |
| 1968 | François Cevert       | Volant Shell Tecno-Ford                                  |
| 1969 | François Mazet        | Volant Shell Tecno-Ford Lotus Components Lotus-Ford      |
| 1970 | Jean-Pierre Jaussaud  | Volant Shell Tecno-Ford Winfield Martini-Ford            |
| 1971 | Patrick Depailler     | Alpine-Renault                                           |
| 1972 | Michel Leclère        | Alpine-Renault                                           |
| 1973 | Jacques Laffite       | Oreca Martini-Ford                                       |
| 1978 | Alain Prost           | Oreca Martini-Renault                                    |
| 1978 | Jean-Louis Schlesser  | Schlesser Chevron-Toyota                                 |
| 1979 | Alain Prost           | Oreca Martini-Renault                                    |
| 1980 | Alain Ferté           | Oreca Martini-Renault                                    |
| 1981 | Philippe Streiff      | Motul Nogaro Martini-Alfa Romeo                          |
| 1982 | Pierre Petit          | DPR Ralt-Toyota DPR Ralt-VW                              |
| 1983 | Michel Ferté          | Oreca Martini-Alfa Romeo                                 |
| 1984 | Olivier Grouillard    | Oreca Martini-Alfa Romeo                                 |
| 1985 | Pierre-Henri Raphanel | Oreca Martini-Alfa Romeo                                 |
| 1986 | Yannick Dalmas        | Oreca Martini-VW                                         |
| 1987 | Jean Alesi            | Oreca Martini-Alfa Romeo Oreca Dallara-Alfa Romeo        |
| 1988 | Érik Comas            | Oreca Dallara-Alfa Romeo                                 |
| 1989 | Jean-Marc Gounon      | Oreca Reynard-Alfa Romeo                                 |
| 1990 | Éric Hélary           | Formula Project Reynard-Honda Formula Project Ralt-Honda |
| 1991 | Christophe Bouchut    | Graff Racing Ralt-VW                                     |
| 1992 | Franck Lagorce        | Promatecme Dallara-Opel                                  |
| 1993 | Didier Cottaz         | Formula Project Dallara-Fiat                             |
| 1994 | Jean-Philippe Belloc  | Winfield Dallara-Fiat                                    |
| 1995 | Laurent Redon         | Promatecme Dallara-Fiat                                  |
| 1996 | Soheil Ayari          | Graff Racing Dallara-Opel                                |
| 1997 | Patrice Gay           | Graff Racing Dallara-Opel                                |
| 1998 | David Saelens         | ASM F3 Dallara-Renault                                   |
| 1999 | Sébastien Bourdais    | La Filiere Martini-Opel                                  |
| 2000 | Jonathan Cochet       | Signature Dallara-Renault                                |
| 2001 | Ryo Fukuda            | Saulnier Racing Dallara-Renault                          |
| 2002 | Tristan Gommendy      | ASM F3 Dallara-Renault                                   |